# Samuel D. Felker

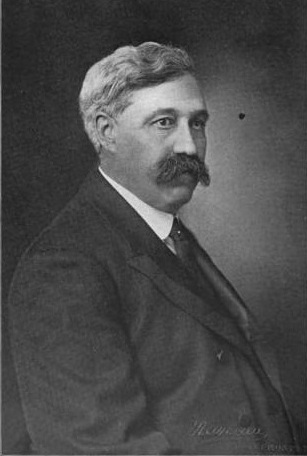
Samuel D. Felker

Samuel Demeritt Felker (* 16. April 1859 in Rochester, New Hampshire; † 14. November 1932 ebenda) war ein US-amerikanischer Politiker und von 1913 bis 1915 Gouverneur des Bundesstaates New Hampshire.

## Frühe Jahre und politischer Aufstieg
Samuel Felker besuchte bis 1882 das Dartmouth College. Nach einem anschließenden Jurastudium an der Boston University wurde er im Jahr 1887 als Rechtsanwalt zugelassen. Daraufhin begann er in Rochester in diesem Beruf zu arbeiten. Felker war Mitglied der Demokratischen Partei und der Ort Rochester war eine Hochburg der Republikaner. Trotzdem gelang es ihm, sich in dieser Stadt durchzusetzen. Im Jahr 1889 war er Mitglied einer Versammlung zur Überarbeitung der Staatsverfassung von New Hampshire. Von 1891 bis 1892 gehörte er dem Staatssenat an. In den Jahren 1896 und 1897 war er Bürgermeister seiner Heimatstadt Rochester und ab 1899 bis 1913 war er für diese Stadt auch als Anwalt tätig. Schließlich wurde er im Jahr 1909 in das Repräsentantenhaus von New Hampshire gewählt, in dem er bis 1911 verblieb.

## Gouverneur von New Hampshire
Im Jahr 1912 wurde Samuel Felker von seiner Partei zum Kandidaten für die anstehende Gouverneurswahl nominiert. In diesen Wahlen konnte er von innerparteilichen Problemen bei den Republikanern profitieren. Deren amtierender Gouverneur Robert P. Bass hatte bei den Präsidentschaftswahlen nicht den Kandidaten der Partei, William Howard Taft, sondern den ehemaligen Präsidenten Theodore Roosevelt unterstützt. Daraufhin fiel der Gouverneur bei Teilen seiner Partei in Ungnade, was die Republikaner spaltete. Davon konnten Felker und seine Partei profitieren. Trotzdem war das Wahlergebnis so knapp, dass die Legislative das Wahlergebnis überprüfen musste, ehe sie Felker zum Sieger erklärte. Das war der erste Wahlsieg eines Demokraten bei Gouverneurswahlen in New Hampshire seit 1874. Damit konnte dieser zwischen dem 2. Januar 1913 und dem 1. Januar 1915 als Gouverneur amtieren. In dieser Zeit wurden viele progressive Maßnahmen eingeleitet und viele Schlüsselpositionen in der Verwaltung neu besetzt. Damals wurde auch ein Denkmal für den früheren Präsidenten Franklin Pierce aufgestellt. Ansonsten verlief die Amtszeit Felkers ohne besondere Vorkommnisse.

## Weiterer Lebenslauf
Nach Ablauf seiner Amtszeit verzichtete Felker auf eine erneute Kandidatur. Stattdessen wurde er zu einem Richter an einem städtischen Gericht in Rochester ernannt. Dieses Amt übte er bis 1930 aus. Samuel Felker starb am 14. November 1932. Er war mit Mary J. Dudley verheiratet.